# Shintai

Le mont Fuji, le plus célèbre shintai japonais.

Dans le shintoïsme, les shintai (神体, corps du kami) ou, comme tous les Japonais les appellent, goshintai (御神体) avec le préfixe honorifique go-, sont des supports matériels dans lesquels l’esprit du kami (divinité) d'un sanctuaire shinto est supposé résider.

## Description générale
Les shintai sont des objets physiques vénérés dans ou près d'un sanctuaire shinto afin de servir de réceptacles (依代, yorishiro) dans lesquels les esprits ou kami résident. Les shintai utilisés dans les sanctuaires shinto peuvent aussi être appelés mitamashiro (御霊代, remplaçant d'esprit ou substitut d'esprit). 
En dépit de ce que suggèrent leurs noms, les shintai ne sont pas eux-mêmes une partie du kami, mais plutôt des réceptacles, temporaires ou non, les rendant accessibles aux êtres humains pour être vénérés. 
Les shintai peuvent être des objets naturels ou manufacturés.

## Shintaimanufacturés
Les plus communs des shintai manufacturés sont les miroirs, les sabres, les bijoux (par exemple les pierres en forme de virgule appelées magatama) et les gohei (baguettes utilisées pendant les rites religieux).
À noter que les trois Trésors impériaux (le miroir Yata-no-kagami, le bijou Yasakani-no-magatama et le sabre Ame-no-murakumo-no-tsurugi, appelé aussi Kusanagi-no-tsurugi) ne sont pas les goshintai proprement dit. En fait, selon les anciennes chroniques Kojiki et Nihonshoki, la Grande Déesse du soleil Amaterasu-oomikami les a offert à son petit-fils Ninigi-no-mikoto quand ce dernier allait descendre sur le sol pour y régner, et son arrière-petit-fils est devenu le premier tennō (empereur). Les Trois Trésors sont donc les trésors dynastiques qui symbolisent le trône. Étrangement, toutefois, les prêtres du sanctuaire d'Atsuta-jingu considèrent Ame-no-Murakumo-no-Tsurugi comme le mitamashiro de Amaterasu Ō-mi-kami. Ils sont même allés jusqu'à nommer la porte qui y conduit Akazuchi-no-mon, soit la porte qui ne s'ouvre jamais (pour que l'épée ne soit plus jamais mise en danger en quittant le sanctuaire).
Des peintures et sculptures de kamis appelées shinzō (神像). Tout de même, la vénération des figures anthropomorphiques ne se pratique assez rare contrairement du bouddhisme ou d'autres religions. Avant la séparation forcée des kamis et des bouddhas en 1868 (shinbutsu bunri), un shintai pouvait aussi être une statue d'un dieu bouddhiste.

## Shintainaturels
Les shintai en objets naturels sont les montagnes, les îles, les rochers, les arbres, etc.
Parmi les plus célèbres, on trouve le mont Miwa, le mont Fuji, le mont Nantai, la cascade de Nachi, l'île Oki-no-shima au large de Munakata, ou encore les roches du Meoto Iwa. De nombreuses montagnes comme le mont Miwa ou les trois montagnes de Kumano (Kumano Sanzan) sont considérés comme des shintai et sont en conséquence appelés shintaizan (神体山, montagne shintai) ou kannabi (神奈備). Le shintaizan le plus célèbre est sans aucun doute le mont Fuji. Les rochers sacrés sont eux appelés iwakura (磐座), les forêts himorogi (神籬), et les arbres shinboku (神木).
Un yokozuna, lutteur du plus haut grade du sumo, est un shintai vivant. Pour cette raison, sa taille est entourée par un shimenawa, une corde sacrée censée préserver les objets sacrés des esprits mauvais. Un kannushi, c'est-à-dire un prêtre shinto, peut devenir un shintai vivant lorsque, durant les cérémonies religieuses, un kami entre dans son corps.

## Usage au sein du sanctuaire
La fondation d'un nouveau sanctuaire nécessite la présence soit d'un shintai préexistant, naturel (par exemple un rocher ou une chute d'eau abritant un kami local) ou artificiel, procuré ou créé pour cette occasion. Un exemple du premier cas est la chute de Nachi, vénérée au sanctuaire de Hiryū à côté du Kumanonachi-taisha et étant censée abriter un kami du nom de Hiryū Gongen. Dans le deuxième cas, le mitama d'un kami est divisé en deux lors d'un processus appelé kanjō (en) et l'une des moitiés est ensuite confinée dans le yorishiro. C'est le procédé qui a conduit à la création de réseaux de sanctuaires abritant le même kami, comme le réseau des sanctuaires Hachiman, celui de Inari ou le réseau du sanctuaire de Kumano.
En raison du fait qu'au cours des années un shintai est entouré de couches successives de vêtements précieux et abrité dans de plus en plus de boîtes sans être inspecté, son identité exacte peut finir par être oubliée.
Le rôle premier d'un sanctuaire est d'abriter et de protéger son shintai et le kami qui l'habite. Si un sanctuaire possède plus d'un bâtiment, celui abritant le shintai est appelé honden ; étant destiné à l'usage exclusive du kami, il est toujours fermé au public et n'est pas utilisé par le prieur ou pour les cérémonies religieuses. Le shintai se trouve dans l'espace intérieur (内陣, naijin) du honden, l'espace extérieur (外陣, gejin) étant celui où les desservants accomplissent les rituels.
Le shintai quitte le honden seulement à l'occasion des festivals (matsuri), pendant lesquels il est mis dans un sanctuaire portable (mikoshi) et porté dans les rues parmi les fidèles. Le sanctuaire portable est utilisé pour protéger physiquement le shintai et le cacher aux regards.